# Otakar Německý
Otakar Německý (Nové Město na Moravě, 2 marzo 1902 – 18 marzo 1967) è stato un combinatista nordico, fondista e sciatore di pattuglia militare cecoslovacco.

## Palmarès

### Mondiali
- Oro a Johannisbad 1925 nello sci di fondo 18 km.
- Oro a Johannisbad 1925 nella combinata nordica.
- Argento a Cortina d'Ampezzo 1927 nella combinata nordica.